# Oleg Nanijew
Oleg Władimirowicz Nanijew (ros. Олег Владимирович Наниев, ur. 2 stycznia 1969, zm. 2001) – radziecki, rosyjski, a od 1996 roku uzbecki zapaśnik, osetyjskiego pochodzenia, walczący w stylu wolnym. Zajął jedenaste miejsce na mistrzostwach świata w 1997. Srebrny medalista mistrzostw Europy w 1991. Szósty na mistrzostwach Azji w 1996.  Mistrz świata juniorów w 1986, Europy w 1987 i Europy młodzieży w 1988 roku.